# Ursillo d'Afflitto
Ursillo d'Afflitto (... – Napoli, 12 agosto 1405) è stato un vescovo cattolico italiano, vescovo di Bertinoro e di Monopoli.
Viene indicato anche con nomi Urso (o Ursillo) de Afflicto.

## Biografia
Figlio dei nobili Antonio e Caterina Freccia, studiò diritto utriusque iuris fino a divenire protonotario apostolico.
Fu eletto vescovo di Bertinoro nel 1395 da Bonifacio IX e nel 1404 fu trasferito alla diocesi di Monopoli.
Morì a Napoli il 12 agosto 1405: fu sepolto nella basilica di San Lorenzo Maggiore a Napoli, dove è visibile il suo ritratto sul sepolcro.